# Tami Reiker
Tami Reiker é uma  diretora de fotografia americana mais conhecida por seu trabalho em High Art de Lisa Cholodenko, Beyond the Lights de Gina Prince-Bythewood e seu trabalho premiado por Carnivàle. Por seu trabalho no piloto da série, ela se tornou a primeira mulher a ganhar um prêmio do American Society of Cinematographers, assim como a primeira mulher indicada. Ela foi convidada para se tornar membro da Academia de Artes e Ciências Cinematográficas em 2005

## Biografia
Reiker estudou na Tisch School of the Arts, onde decidiu se tornar uma diretora de fotografia.

## Filmografia
- The Incredibly True Adventure of Two Girls in Love (1995)
- Far Harbor (1996)
- High Art (1998)
- Girl (1998)
- The Love Letter (1999)
- Carnivàle (2003) (TV)
- Pieces of April (2003)
- Beyond the Lights (2014)
- Shots Fired (2017) (TV)
- Marvel's Cloak & Dagger (2018) (TV)

## Prêmios
| Ano  | Prêmio                       | Categoria                                                                     | Trabalho indicado | Resultado |
| ---- | ---------------------------- | ----------------------------------------------------------------------------- | ----------------- | --------- |
| 1998 | Independent Spirit Award     | Melhor Fotografia                                                             | High Art          | Indicado  |
| 2004 | ASC Award                    | Melhor Realização em Fotografia em Filmes da Semana / Piloto (Básico ou Pago) | Carnivàle         | Venceu    |
| 2005 | Women in Film Crystal Awards | Prêmio de Visão                                                               |                   | Venceu    |